# マルクス・ミヌキウス・ルフス (紀元前110年の執政官)
マルクス・ミヌキウス・ルフス（ Marcus Minucius Rufus）はプレブス（平民）出身の共和政ローマの政治家・軍人。紀元前110年に執政官（コンスル）を務めた。

## 経歴
執政官就任年から逆算して、ルフスは遅くとも紀元前113年には法務官（プラエトル）に就任していたと思われる。紀元前110年にスプリウス・ポストゥミウス・アルビヌスと共に執政官に就任した。ルフスはマケドニア属州での軍事行動を担当することとなった。執政官および前執政官（プロコンスル）として、ルフスは4年間トラキア人と戦い、これに勝利した。紀元前106年にローマに戻るとスコルディスキ、トラキアに対する勝利を祝して、凱旋式を実施した。この勝利の記念として、ルフスはキルクス・フラミニウス（戦車競技場）とティブル川の間のカンプス・マルティウスにミヌキアのポルチコ（Porticus Minucia）を建設している。

## 参考資料

### 古代の資料
- ティトゥス・リウィウス『ローマ建国史』
- 凱旋式のファスティ
- エウトロピウス『首都創建以来の略史』
- ウェッレイウス・パテルクルス『ローマ世界の歴史』
- マルクス・トゥッリウス・キケロ『マルクス・アントニウスに対する二度目の弾劾』

### 研究書
- Broughton TRS The Magistrates of the Roman Republic . - Vol. I. - New York: American Philological Association, 1951.